# Miramar (Málaga)

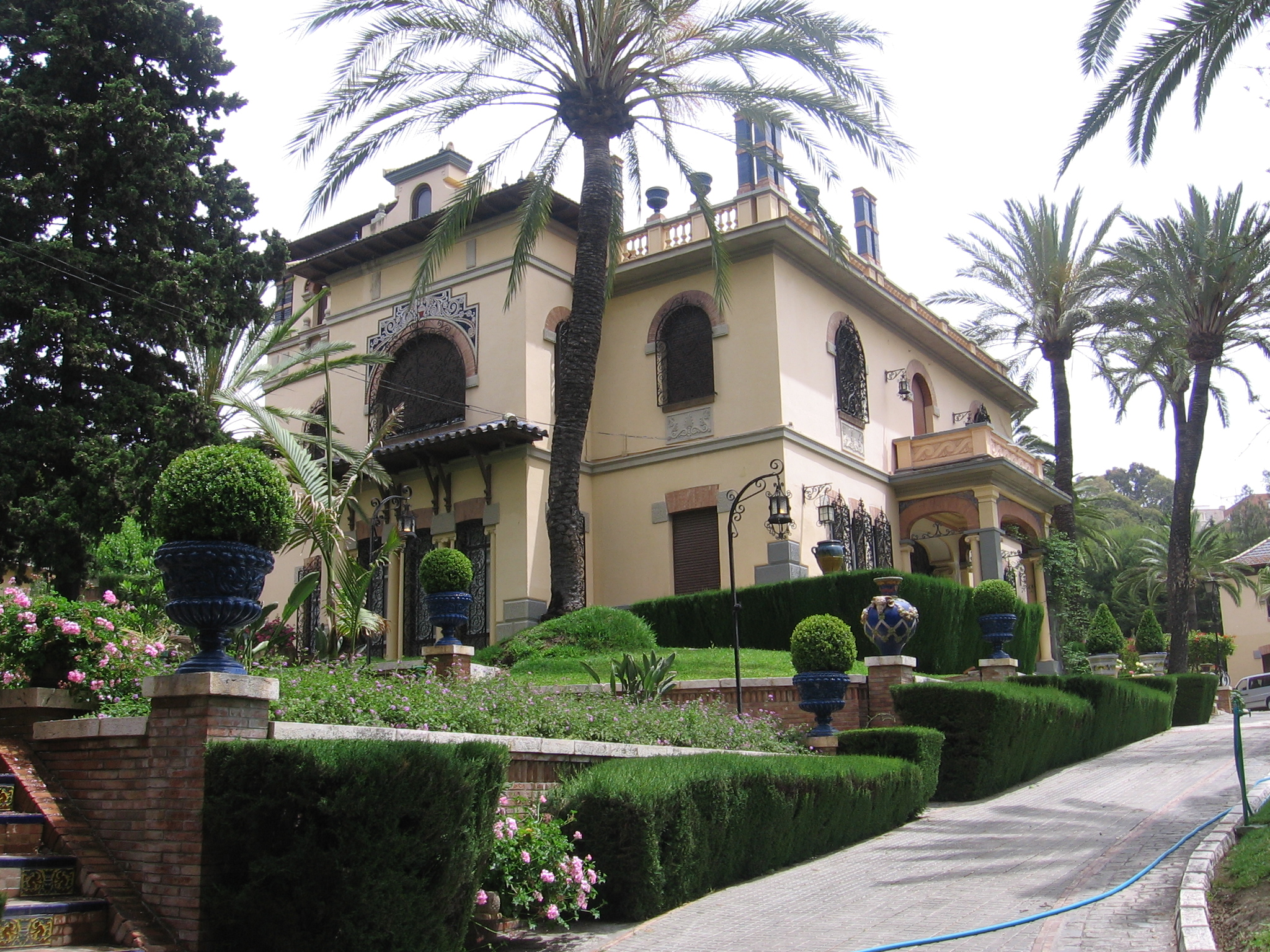
Villa Fernanda.

Miramar es un barrio perteneciente al distrito Este de la ciudad andaluza de Málaga, España. Según la delimitación oficial del ayuntamiento, limita al norte con el barrio de Hacienda Miramar; al este, con los barrios de Clavero, Santa Paula Miramar y castillo de Santa Catalina; al sur, con Bellavista y La Caleta; y al oeste, con El Limonar.

## Transporte
En autobús queda conectado mediante las siguientes líneas de la EMT: 
| Línea | Trayecto                       | Recorrido | Frecuencia    |
| ----- | ------------------------------ | --------- | ------------- |
| C3    | Parque Clavero                 | Recorrido | 15 minutos    |
| 32    | Alameda Principal - El Limonar | Recorrido | 16-18 minutos |
| N1    | Puerta Blanca - El Palo        | Recorrido | 25 minutos    |